# Qibin
Qibin (en chino, 淇滨; pinyin, Qíbīn; Wade-Giles, ch'i pin) es un distrito urbano bajo la administración directa de la Prefectura  Hebi  en la Provincia de Henan, República Popular China.  Su área es de 342 km² y su población total para 2010 superó los 270 mil  habitantes. 
Es el centro político y cultural de la ciudad-prefectura, sede del comité municipal del partido y del gobierno municipal.

## Administración
Desde junio  de 2023, el  Distrito Qibin se divide en 10 pueblos  administrados  en 6 subdistritos,   2 poblados y 2 villas.

## Toponimia
El topónimo Chibin [/chi-bin/] significa "las orillas del Qi". El río Qi (淇河) baña el distrito y toma su nombre.